# Vagón especial clase U

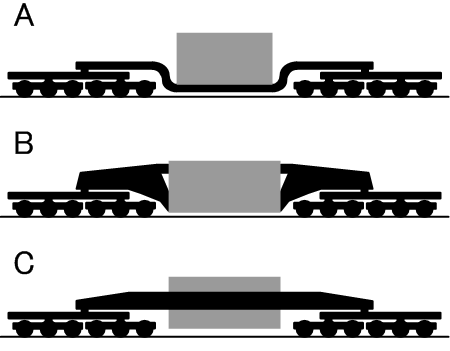
Tipos de vagones según la forma en que se cargan.
A: No autoportante con puente de carga bajo.
B: Carga autoportante.
C: No autoportante con puente de carga

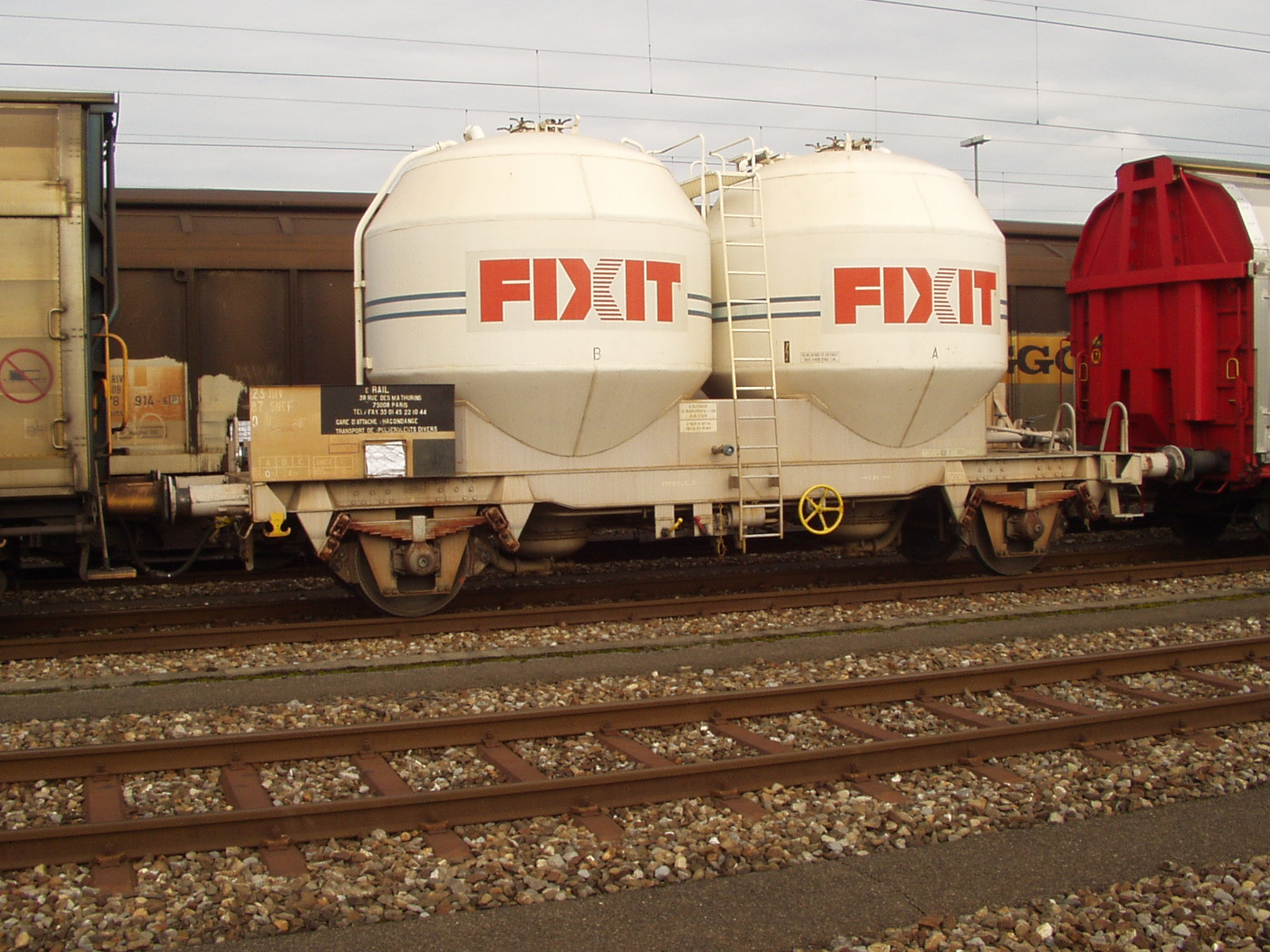
Vagón polvorero de dos ejes para materiales de construcción (cemento, cal).

Vagón especial clase U es un tipo de vagón clasificado por la Unión Internacional de Ferrocarriles en la clase U, que agrupa todas las clases especiales de vagones de mercancías (menos los de las clases F, H, L S o Z). 
Estos son:
- Vagones de mercancías a granel para el transporte de polvos, etc.
- Vagones con acoplamiento doble  para unir vagones con diferentes sistemas de acoplamiento
- Vehículo de barrera para unir vagones con diferentes sistemas de acoplamiento
- Vagones de pozo, incluidos los vagones de plataforma bajas y el Vagón schnabel
- Autodescarga Vagones con escotilla de carga
- Vehículos de prueba para RoadRailer y Kombirail[1] sistemas de transporte intermodal.

Entre 1964 y 1979 los vagones de mercancías a granel para materiales líquidos y gaseosos (vagón cisterna) se incluyeron en la clase U antes de ser reclasificados en 1980 como clase Z.

## Vagones de mercancías a granel para el transporte de polvos
El vagón de polvo es una forma especial de vagón de mercancías a granel diseñado para transportar mercancías en forma de polvo. Estos vagones se descargan neumáticamente, normalmente mediante aire comprimido. Para las mercancías que pueden reaccionar con el oxígeno del aire comprimido, se utiliza nitrógeno en su lugar. Estos vagones se utilizan para productos a granel, como el cemento, que son de grano tan fino que no pueden verterse, o al menos no lo hacen muy bien, y por tanto no pueden vaciarse por gravedad. En el sistema UIC se les asigna la letra de categoría U y la letra de índice c. Normalmente no disponen de compresores propios, sino que deben descargarse con equipos externos.

## Vagones Schnabel
Los vagones de carga baja más grandes están diseñados como vagones Schnabel, hechos de dos secciones completamente separadas. Cada sección descansa sobre bogies de ejes múltiples o grupos de bogies. Cada una de las dos secciones soporta un brazo de transporte en forma de pico que, a su vez, soporta un lado de una plataforma de carga baja o se fija directamente a la carga de gran tamaño a transportar. En este último caso, la carga se convierte temporalmente en parte del propio vehículo. Los vagones cuentan con equipos hidráulicos con los que se puede subir o bajar la carga para maniobrarla sorteando obstáculos. Hay alrededor de 30 ejemplos de vagones Schnabel en Europa, Norteamérica y Asia.